# Estação Árvore

A Estação Árvore é parte do Metro do Porto.